# Tomislav Božić
Tomislav Božić (ur. 1 listopada 1987 w Slavonskiej Požedze) – chorwacki piłkarz występujący na pozycji obrońcy w NK Slaven Belupo. Wychowanek Kamena Ingrad, w swojej karierze reprezentował także barwy NK Široki Brijeg, HNK Suhopolje, Cibalii, Gorica, Dukli Praga oraz Miedzi Legnica. Były młodzieżowy reprezentant Chorwacji.